# Arrondissement di Bayonne
L'arrondissement di Bayonne (in francese Arrondissement de Bayonne) è una divisione amministrativa francese, situata nel dipartimento dei Pirenei Atlantici, appartenente alla regione Aquitania-Limosino-Poitou-Charentes.

## Composizione
- cantone di Anglet-Nord, limitato a 1 comune: Anglet (frazione di comune)
- cantone di Anglet-Sud, limitato a 1 comune: Anglet (frazione di comune)
- cantone di La Bastide-Clairence, che comprende 5 comuni:
  - Ayherre,
  - La Bastide-Clairence,
  - Briscous,
  - Isturits e
  - Urt.
- cantone di Bayonne-Est, limitato a 1 comune: Bayonne (frazione di comune)
- cantone di Bayonne-Nord, che comprende 2 comuni:
  - Bayonne (frazione di comune) e Boucau.
- cantone di Bayonne-Ovest, limitato a 1 comune:
  - Bayonne (frazione di comune)
- cantone di Biarritz-Est, limitato a 1 comune: Biarritz (frazione di comune)
- cantone di Biarritz-Ovest, limitato a 1 comune: Biarritz (frazione di comune)
- cantone di Bidache, che comprende 7 comuni:
  - Arancou,
  - Bardos,
  - Bergouey-Viellenave,
  - Bidache,
  - Came,
  - Guiche e
  - Sames.
- cantone di Espelette, che comprende 7 comuni:
  - Ainhoa,
  - Cambo-les-Bains,
  - Espelette,
  - Itxassou,
  - Louhossoa,
  - Sare e
  - Souraïde.
- cantone di Hasparren, che comprende 7 comuni:
  - Bonloc,
  - Hasparren,
  - Macaye,
  - Méharin,
  - Mendionde,
  - Saint-Esteben e
  - Saint-Martin-d'Arberoue.
- cantone di Hendaye, che comprende 4 comuni:
  - Biriatou,
  - Ciboure,
  - Hendaye e
  - Urrugne.
- cantone di Iholdy, che comprende 14 comuni:
  - Arhansus,
  - Armendarits,
  - Bunus,
  - Hélette,
  - Hosta,
  - Ibarrolle,
  - Iholdy,
  - Irissarry,
  - Juxue,
  - Lantabat,
  - Larceveau-Arros-Cibits,
  - Ostabat-Asme,
  - Saint-Just-Ibarre e
  - Suhescun.
- cantone di Saint-Étienne-de-Baïgorry, che comprende 11 comuni:
  - Aldudes,
  - Anhaux,
  - Ascarat,
  - Banca,
  - Bidarray,
  - Irouléguy,
  - Lasse,
  - Ossès,
  - Saint-Étienne-de-Baïgorry,
  - Saint-Martin-d'Arrossa e
  - Urepel.
- cantone di Saint-Jean-de-Luz, che comprende 4 comuni:
  - Ascain,
  - Bidart,
  - Guéthary e
  - Saint-Jean-de-Luz.
- cantone di Saint-Jean-Pied-de-Port, che comprende 19 comuni:
  - Ahaxe-Alciette-Bascassan,
  - Aincille,
  - Ainhice-Mongelos,
  - Arnéguy,
  - Béhorléguy,
  - Bussunarits-Sarrasquette,
  - Bustince-Iriberry,
  - Caro,
  - Estérençuby,
  - Gamarthe,
  - Ispoure,
  - Jaxu,
  - Lacarre,
  - Lecumberry,
  - Mendive,
  - Saint-Jean-le-Vieux,
  - Saint-Jean-Pied-de-Port,
  - Saint-Michel e
  - Uhart-Cize.
- cantone di Saint-Palais, che comprende 27 comuni:
  - Aïcirits-Camou-Suhast,
  - Amendeuix-Oneix,
  - Amorots-Succos,
  - Arbérats-Sillègue,
  - Arbouet-Sussaute,
  - Aroue-Ithorots-Olhaïby,
  - Arraute-Charritte,
  - Béguios,
  - Béhasque-Lapiste,
  - Beyrie-sur-Joyeuse,
  - Domezain-Berraute,
  - Etcharry,
  - Gabat,
  - Garris,
  - Gestas,
  - Ilharre,
  - Labets-Biscay,
  - Larribar-Sorhapuru,
  - Lohitzun-Oyhercq,
  - Luxe-Sumberraute,
  - Masparraute,
  - Orègue,
  - Orsanco,
  - Osserain-Rivareyte,
  - Pagolle,
  - Saint-Palais e
  - Uhart-Mixe.
- cantone di Saint-Pierre-d'Irube, che comprende 5 comuni:
  - Lahonce,
  - Mouguerre,
  - Saint-Pierre-d'Irube,
  - Urcuit e
  - Villefranque.
- cantone di Ustaritz, che comprende 9 comuni:
  - Ahetze,
  - Arbonne,
  - Arcangues,
  - Bassussarry,
  - Halsou,
  - Jatxou,
  - Larressore,
  - Saint-Pée-sur-Nivelle e
  - Ustaritz.